# Riverdance – The Show
Riverdance – The Show ist eine irische Bühnenaufführung, die hauptsächlich aus traditionellem irischem Stepptanz und keltischer Musik besteht. Irischer Stepptanz zeichnet sich vor allem durch schnelle Beinbewegungen aus, während der Körper und die Arme in der Regel starr gehalten werden. Das besondere an Riverdance ist die Tatsache, dass hier teilweise mehr als 20 Tänzer synchron steppen. Riverdance gilt als Ursprung irischer Stepptanzvorführungen, wie z. B. Lord of the Dance.

## Geschichte
Riverdance wurde erstmals während des Eurovision Song Contest 1994 im irischen Dublin als 6¼-minütige Pausenaufführung vorgetragen. Produziert wurde es vom Tänzer Michael Flatley; die Musik stammte von Bill Whelan. Der Soundtrack, der zuerst in Irland veröffentlicht wurde, blieb 18 Wochen lang die Nummer eins der irischen Singlecharts. Bei diesem Soundtrack sind unter anderem die irische Gruppe Anúna, das RTÉ Concert Orchestra, Davy Spillane sowie weitere bekannte traditionelle irische Musiker zu hören.
Im November 1994 begann in Dublin der Ticketverkauf für die erste abendfüllende Riverdance-Show im Point-Theatre am 9. Februar 1995. Neben Michael Flatley übernahm die amerikanische Tänzerin irischer Abstammung Jean Butler den weiblichen Teil der Vorführung. Die Aufführung lief fünf Wochen und war ausverkauft. Auch weitere Aufführungen im Point-Theatre (1995 für sechs Wochen) sowie im Hammersmith Apollo in London (vier und acht Wochen) waren ausverkauft. Neben den traditionellen irischen Stücken enthält Riverdance – The Show auch musikalische Tanzeinlagen weiterer Nationen, wie z. B. den spanischen Flamenco, den amerikanischen Stepptanz und osteuropäische Tänze; daher wirkten auch Musiker aus anderen Kulturkreisen wie Rafael Riqueni (Flamencogitarrist), Juan Reina Gonzalez oder Nikola Parov an der Show mit.
Im Oktober 1995 verließ Michael Flatley, der seit der Uraufführung der Show angehörte, die Gruppe wegen „kreativer Differenzen“ über die Weiterentwicklung. Daraufhin begann er mit der Produktion von Lord of the Dance. An die Seite von Jean Butler trat der Ire Colin Dunne. Im März 1996 wurde Riverdance erstmals in den USA aufgeführt – in der Radio City Music Hall in New York. Auch hier war die Show ausverkauft. Zwischen März 2000 und August 2001 fand die Aufführung im Gershwin Theatre am Broadway statt. Am 5. März 2002 wurde sowohl in Edinburgh als auch in San Francisco die 5000. Aufführung gefeiert. Auf Grund der großen Erfolge führten noch im Jahr 2005 mehrere Riverdance-Gruppen gleichzeitig auf der ganzen Welt Shows auf. Jede Gruppe wurde nach einem irischen Fluss benannt; eine in Amerika nach dem Boyne sowie in Europa zwei Gruppen nach dem Avoca bzw. dem Foyle.

## Die Show

### 1. Akt
- Szene 1: Reel Around the Sun: Tanzsequenz, die die Sonne als Mittelpunkt allen Lebens zum Inhalt hat.
- Szene 2: The Heart’s Cry: Mystisches Gesangsstück
- Szene 3: The Countess Cathleen: Tanzstück über die Macht der Frauen
- Szene 4: Caoineadh Chu Chulainn: Musikstück über Cú Chulainn, den Helden der keltischen Mythologie
- Szene 5: Thunderstorm: Tanzstück über die ungebändigte Natur
- Szene 6: Shivna: Tanz- und Gesangsstück über die Sage des verrückten Sweeney (Mad Sweeney).
- Szene 7: Firedance: Rassiger spanischer Flamenco.
- Szene 8: Slip into Spring – The Harvest: Instrumentalstück über den Kreislauf des Lebens und die Jahreszeiten.
- Szene 9: Riverdance: Namensgebendes Gesangs- und Tanzstück. Beginn der Geschichte der irischen Auswanderer.

### 2. Akt
- Szene 10: American Wake: Tanzstück über den Abschied aus Irland.
- Szene 11: Lift the Wings: Gesangsstück, das sich mit den Sorgen und dem Heimweh der Auswanderer befasst.
- Szene 12: The Harbour of the New World: Tänze und Musik aus fremden Kulturen in einer vierteiligen Szene:
  - A) Heal Their Hearts – Freedom: Gesangsstück über die Hoffnung
  - B) Trading Taps: Amerikanischer Stepptanz
  - C) Morning in Macedonia: Osteuropäischer Tanzstil
  - D) Oscail an Doras (Open the Door): Keltischer A-cappella-Gesang
- Szene 13: Home and the Heartland: Gesangs- und Tanzstück über die Verbundenheit der „nächsten Generation der Auswanderer“ mit ihrer Heimat.
- Szene 14: Riverdance Finale: Tanzstück und Abschluss der Show über das Gemeinschaftsgefühl

## Auszeichnungen
- 1996: Rose von Montreux: Lobende Erwähnung der Presse